# مانويل باردينياس
مانويل باردينياس (بالإسبانية: Manuel Pardiñas)‏ كان لاسلطويا إسبانيا قام باغتيال خوسيه كاناليخاس رئيس وزراء إسبانيا. قام باردينياس بإطلاق الرصاص على كاناليخاس أمام مكتبة سان مارتن في مدريد في 12 نوفمبر 1912 فأرداه قتيلا، ثم قام بإطلاق الرصاص على نفسه وانتحر.